# Tipula (Pterelachisus) brunnicosta
Tipula (Pterelachisus) brunnicosta is een tweevleugelige uit de familie langpootmuggen (Tipulidae). De soort komt voor in het Oriëntaals gebied.